# Иванов, Борис Павлович
Борис Павлович Иванов (19 июня (1 июля) 1888, Казань — 1933) — юрист, специалист по римскому праву, исполняющий должность (и.д.) экстраординарного профессора на кафедре римского права Томского государственного университета; окончил юридический факультет Казанского университета с дипломом I степени (1911).

## Биография
Борис Иванов родился 19 июня (1 июля) 1888 года в Казани в мещанской семье — его отец, Павел Фёдорович Иванов, впоследствии стал казанским купцом. Борис получил среднее образование в Первой Казанской мужской гимназии. После этого он стал студентом юридического факультета Императорского Казанского университета, откуда выпустился в 1911 году, получив дипломом первой степени. В конце февраля 1912 года он был оставлен на кафедре римского права — для приготовления к получению профессорского звания; его научным руководителем стал профессор и ректор Григорий Дормидонтов.
Уже в годы Первой мировой войны, в 1916, Борис Иванов сдал экзамены («выдержал испытания»), необходимые для получения степени магистра в области римского права. После прочтения пары пробных лекций, которые руководство юридического факультета признало «удовлетворительными», он получил право преподавать в университете в звании приват-доцента. В следующем году он читал на факультете необязательный, но рекомендованный студентам, курс по римскому семейному и наследственному праву.
В период Гражданской войны, 11 марта 1918 года, Борис Иванов был избран исполняющим дела (и.д.) экстраординарного профессора на кафедре римского права, являвшейся частью юридического факультета бывшего Императорского Томского университета. Ему был предоставлен отпуск до сентября 1918 года (по болезни): в итоге, в Томск он прибыл 1 ноября. 1 сентября 1919 года он стал секретарём всего юридического факультета.
С укреплением в Сибири Советской власти, Иванов был уволен из университета — формально с 15 декабря 1919 года (постановлением Сибирского отдела народного образования вышло 15 апреля 1920). Весной 1921 года он предстал перед судом Томского губернского революционного трибунала — по делу о «сибирской реакционной прессе». Вместе с профессором Иосифом Аносовым, Иванова обвинили в организации дружины «Святого Креста», целью которой, по версии обвинения, была вооруженная борьба с большевистскими властями и защита православной церкви; их также обвинили в публикации серии статей в белогвардейской печати, содержавших обвинения членов большевистской партии в гонениях на церковь и репрессиях против священнослужителей. Первоначально Иванов был приговорен к расстрелу, но по амнистии ВсеЦИКа высшая мера наказания была заменена для него на четырёхлетнее заключение (в доме принудительных работ).
Десятилетие спустя, в начале 1933 года, Борис Иванов был повторно арестован: на этот раз он был обвинен в причастности к «контрреволюционной белогвардейской организации, подготовляющей вооруженное восстание с целью свержения Советской власти и установления буржуазно-помещичьей республики»; был повторно приговорен к расстрелу; был реабилитирован в 1957 году за отсутствием состава преступления. Был расстрелян в том же, 1933, году.

## Работы
- Res mancipii et nec mancipii (Очерк по истории римского права) / Б. П. Иванов. — Казань: Типо-литография Императорского Университета, 1914. — IV, 143 с.

## Семья
Борис Иванов был женат на крестьянке Елизавете Ивановне (урожденная — Зуйкова); в семье было четверо детей.

## Архивные источники
- РГИА. Ф. 733. Оп. 155. Д. 1036;
- Государственный архив Томской области (ГАТО). Ф. 102. Оп. 1. Д. 871
- ГАТО. Ф. 102. Оп. 1. Д. 972;
- ГАТО. Ф. 102. Оп. 9. Д. 224;